# Aeroportul Pevek
Aeroportul Pevek (IATA: PWE, ICAO: UHMP) este un aeroport din Pevek⁠(d), Q19835753⁠(d), Chaunsky District⁠(d), Districtul autonom Ciukotka, Rusia ce deservește zona Pevek⁠(d). Aeroportul a fost tranzitat în 2021 de 24.391 de pasageri. A fost deschis în 1939 și numit după zona deservită.
Situat la o altitudine de 3 m, aeroportul dispune de 1 pistă. Este operat de Chukotavia⁠(d).

## Infrastructură

### Piste
Aeroportul dispune de o singură pistă. Pista 17/35 are suprafața de beton și dimensiunile 2.500 m × 42 m. 